# Ruth Großmaß
Ruth Großmaß ist eine deutsche Professorin für Sozialphilosophie und Ethik. Sie lebt und arbeitet in Bielefeld und Berlin.

## Leben und Werk
Nach dem Staatsexamen 1973 in den Fächern Philosophie, Germanistik und Pädagogik an der Ruhr-Universität Bochum und der Philipps-Universität Marburg folgten bis 1976 Tutorentätigkeiten, Lehraufträge, eine Ausbildung in Gruppendynamik und erste Aktivitäten in der Frauenforschung.
Von 1976 bis 2006 nahm Großmaß eine praktische Tätigkeit in der zentralen Studienberatung an der Universität Bielefeld mit den Arbeitsschwerpunkten Frauen und Lerntechniken an und wurde 1999 mit einer Arbeit über Beratung promoviert.
Sie hatte Lehraufträge an der Universität Duisburg-Essen, der Universität Bielefeld und der Technischen Universität Dresden. Bis 1983 nahm Großmaß an berufsbegleitenden Ausbildungen in Gesprächsführung, Institutionsberatung und tiefenpsychologisch fundierter Gruppenpsychotherapie teil.
Großmaß ist freiberuflich in der Supervision und der Moderation in Frauenprojekten und Einrichtungen der Sozialen Arbeit tätig.
Von 1990 bis 1998 hat sie in der Redaktion der Zeitschrift Psychologie und Gesellschaftskritik mitgearbeitet und seit 2003 ist sie Mitglied im Fachbeirat Frauenhauskoordinierung.
Einen feministischen Themenschwerpunkt hat Großmaß seit 1979. Mit Christiane Schmerl arbeitete sie zusammen an dem Lehrforschungsprojekt Feministische Theorie und die Kategorie Geschlecht in den Sozialwissenschaften an der Fakultät Pädagogik der Universität Bielefeld.
2004 ist Großmaß als Professorin für das Fach Ethik und Handlungstheorie an die Alice Salomon Hochschule Berlin berufen worden.
Niklas Luhmann, Michel Foucault und Pierre Bourdieu gibt Großmaß als ihre bevorzugten Autoren an.